# Pterocryptis torrentis
Pterocryptis torrentis es una especie de peces de la familia Siluridae en el orden de los Siluriformes.

## Morfología
• Los machos pueden llegar alcanzar los 20 cm de longitud ltotal.

## Distribución geográfica
Se encuentra al este de Birmania, Tailandia y el sur de Camboya.